# Antoni Blinstrub
Antoni Blinstrub herbu Łabędź – podstoli kowieński w 1788 roku, łowczy kowieński w latach 1785–1788, miecznik kowieński w latach 1782–1785, koniuszy kowieński w latach 1777–1782, marszałek konfederacji powiatu kowieńskiego w 1792 roku, komisarz Komisji Porządkowej Cywilno-Wojskowej województwa trockiego powiatu kowieńskiego w 1790 roku.
Poseł na sejm grodzieński 1793 roku z powiatu kowieńskiego.  